# Манастир Светог Михаила у Кијеву
Манастир Светог Михаила (укр. Михайлівський Золотоверхий монастир) делатни је манастир у Кијеву, главном граду Украјине. Саграђен је између 1108. и 1113. године, за време кијевског кнеза Јарослава Мудрог. Катедрала је обновљена у 17. веку и данас припада Православној цркви Украјине (раније тзв. Кијевском патријархату).